# María del Carmen Concepción González
María del Carmen Concepción González (sinh ngày 15 tháng 9 năm 1957) là nữ chính khách người Cuba và là Bộ trưởng Bộ Công nghiệp Thực phẩm Cuba từ năm 2009 cho đến nay. Bà được bổ nhiệm sau cuộc cải tổ năm 2009 của Raúl Castro. Bà còn là Đại biểu Quốc hội Chính quyền Nhân dân kiêm nhiệm Bí thư thứ nhất Đảng Cộng sản Cuba ở tỉnh Pinar del Río.